# Oligobrachia haakonmosbiensis
Oligobrachia haakonmosbiensis är en ringmaskart som beskrevs av Smirnov 2000. Oligobrachia haakonmosbiensis ingår i släktet Oligobrachia och familjen skäggmaskar. Inga underarter finns listade i Catalogue of Life.